# NGC 4699
NGC 4699 (również PGC 43321) – galaktyka spiralna z poprzeczką (SBb), znajdująca się w gwiazdozbiorze Panny. Odkrył ją William Herschel 3 marca 1786 roku.
W galaktyce zaobserwowano supernowe SN 1948A i SN 1983K.